# Root beer

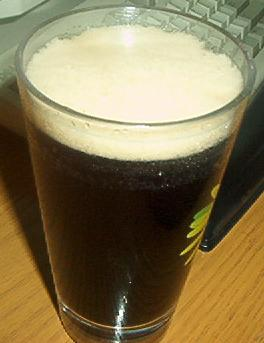
Ett glas skummande root beer.

Root beer (eng. "rotöl") är en klassisk amerikansk läskedryck som främst är smaksatt med artificiell sassafras, ofta blandat med tuvvaktelbär och sarsaparill. En viss smaklikhet med tuggummit Jenka och tandkrämen röd Tättintill finns, möjligen beroende på vaktelbäret.
Root beer säljs oftast alkoholfri, tillverkad av extrakt och kolsyrat vatten, men det förekommer även alkoholhaltiga varianter som tillverkas genom en jäsningsprocess med extrakt, socker och jäst.

## Root beer i Sverige
Direktimporterad root beer på burk förekommer i vissa svenska livsmedelskedjor, till exempel Ica Maxi. Burkarna har försetts med påklistrade lappar med ny streckkod och svensk innehållsförteckning, för att möjliggöra pantning och för att uppfylla bestämmelserna om att livsmedel som säljs i Sverige måste ha innehållsförteckning på svenska.
Kopparbergs Bryggeri tillverkar Frank's Root Beer, med en alkoholhalt på 4,0%. Frank's Root Beer säljs dock ej i Sverige, utan är framtagen för den brittiska marknaden.